# Heidesegen
Heidesegen war ein Vorwerk des ehemaligen Rittergutes Bomsdorf.

## Geographie
Die Wüstung liegt etwa einen Kilometer nördlich von Bomsdorf und gehört zur westlichen Fläminghochfläche, einer Heide- und magerrasenreichen Waldlandschaft des nordostdeutschen Tieflandes. Der Ort ist zudem ein Teil vom Landschaftsschutzgebiet Loburger Vorfläming.

## Geschichte
1843 hat das Vorwerk bereits existiert, da es zu dieser Zeit als ein Teil des Rittergutes Bomsdorf genannt wird und auf dessen nördlicher Feldmark gelegen haben soll.
Die gesamte Gemarkung Bomsdorf gehörte damals zum Landkreis Jerichow I.
1912 gab es hier neben dem Vorwerk eine Ziegelei und insgesamt 12 Einwohner.
1948 ging die Gemarkung Bomsdorf und damit auch das Vorwerk Heidesegen an den neu geschaffenen Landkreis Burg, ab 1952 an den Kreis Loburg und 1957 zum Kreis Zerbst.
1960 muss der Ort bereits verlassen und nur wenig später abgebrochen worden sein. Heute sind dort nur noch die Grundmauern von einigen Gebäuden zu erkennen.